# San Miguel de Sema

Localização de San Miguel de Sema no departamento de Boyacá.

San Miguel de Sema é um município no departamento de Boyacá, na Colômbia.